# ディック・ポープ
ディック・ポープ（Dick Pope、1947年8月 - 2024年10月21日）は、イギリスの撮影監督である。ブロムリー出身。『ターナー、光に愛を求めて』や『レジェンド 狂気の美学』などを手がけている。
2024年10月21日に死去。77歳没。

## フィルモグラフィー

### 長編映画
- イリーナ・ブルック/ガール・イン・ザ・ピクチャー The Girl in the Picture （1985年）
- 柔らかい殻 The Reflecting Skin （1990年）
- ライフ・イズ・スイート Life Is Sweet （1990年）
- ネイキッド Naked （1993年）
- アフリカン・ダンク The Air Up There （1994年）
- 恋する予感 An Awfully Big Adventure （1995年）
- ナッシング・パーソナル Nothing Personal （1995年）
- 秘密と嘘 Secrets & Lies （1996年）
- キャリア・ガールズ Career Girls （1997年）
- 輝きの海 Swept from the Sea （1997年）
- トプシー・ターヴィー Topsy-Turvy （1999年）
- 誘拐犯 The Way of the Gun （2000年）
- 人生は、時々晴れ All or Nothing （2002年）
- ヴェラ・ドレイク Vera Drake （2004年）
- 幻影師アイゼンハイム The Illusionist （2006年）
- ロビン・ウィリアムズのもしも私が大統領だったら… Man of the Year （2006年）
- ジョージアの日記/ゆーうつでキラキラな毎日 Angus, Thongs and Perfect Snogging （2008年）
- ハッピー・ゴー・ラッキー Happy-Go-Lucky （2008年）
- 僕と彼女とオーソン・ウェルズ Me and Orson Welles （2008年）
- 家族の庭 Another Year （2010年）
- バーニー/みんなが愛した殺人者 Bernie （2011年）
- パーフェクト・プラン 完全なる犯罪計画 Thin Ice （2011年）
- カムバック! Cuban Fury （2014年）
- ターナー、光に愛を求めて Mr. Turner （2014年）
- レジェンド 狂気の美学 Legend （2015年）
- ピータールー マンチェスターの悲劇 Peterloo （2018年）
- 風をつかまえた少年 The Boy Who Harnessed the Wind （2019年）
- マザーレス・ブルックリン Motherless Brooklyn (2019年)
- スーパーノヴァ Supernova (2020年)

### テレビ映画
- フールズ・ゴールド/史上最大の金塊強奪事件 Fool's Gold （1992年）
- NO EXIT 海上の惨劇 Deadly Voyage （1996年）

## 受賞
- 1990年 - 第23回シッチェス・カタロニア国際映画祭 最優秀撮影賞（『柔らかい殻』）[6]
- 2015年 - 第49回全米映画批評家協会賞 最優秀撮影賞（『ターナー、光に愛を求めて』）[7]
- 2015年 - 第19回サテライト賞 最優秀撮影賞（『ターナー、光に愛を求めて』）[8]